# Nils Carlgren

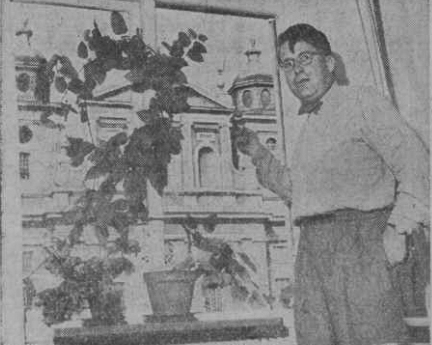
Nils Carlgren.

Helge Nils Oskar Carlgren, född 7 februari 1902 i Stockholm, död 1 februari 1967 i Kalmar, var en svensk arkitekt.
Carlgren som var son till professor Oskar Carlgren och Helga Linder, avlade studentexamen i Lund 1921, blev filosofie kandidat där 1924 samt utexaminerades från Kungliga Tekniska högskolan 1928 och från Kungliga Konsthögskolan 1931. Han var anställd hos länsarkitekt Nils A. Blanck i Malmö, vid Skansens ritkontor i Stockholm, hos arkitekt Erik Fant i Stockholm och provtjänstgjorde på Byggnadsstyrelsens stadsplanebyrå, blev biträdande länsarkitekt i Jönköpings och Östergötlands läns distrikt i Linköping 1936 och var stadsarkitekt i Kalmar stad från 1937. Carlgren är begravd i C W Linders kulturintressanta grav på Norra griftegården i Linköping.

## Verk i urval
- Tekniska nämndhuset, Storgatan 35-41, Kalmar 1964–1966.
- Pensionärshem, kv Muren 1946.
- Pensionärshem, kv Tumlaren, Magistratsgatan.
- Pensionärshem, kv Svärdsliljan.
- Egen villa, Arkitektgatan 8.
- Lindöskolan i Kalmar 1944.
- Falkenbergsskolan i Kalmar 1955.
- Skolor, läkar- och tandläkarmottagningar i Kalmar län och på Öland.
- Flera omfattande kyrkorenoveringar i Kalmar län och på Öland.